# Distretto di Iñapari
Il distretto di Iñapari è uno dei quattro distretti della provincia di Tahuamanu, in Perù. Si trova nella regione di Madre de Dios e si estende su una superficie di 14.853,7 chilometri quadrati.
Istituito il 26 dicembre 1912, ha per capitale la città di Iñapari.